# 토마스 만프레디니
토마스 만프레디니(이탈리아어: Thomas Manfredini, 1980년 5월 27일 ~ )는 이탈리아의 전 축구 선수로, 현역 시절 포지션은 수비수였다.